# Mohammad Reza Bakhtiari
Mohammad Reza Bakhtiari (persisch محمدرضا بختیاری; * 1947) ist ein iranischer Diplomat im Ruhestand.

## Leben
Mohammad Reza Bakhtiari hat an der California State University, Sacramento Betriebswirtschaftslehre studiert. Er ist Master der Business Administration der Eastern New Mexico University in Portales (New Mexico, USA).
Von 1980 bis 1982 war er Geschäftsführer der Kashmiran Textile Manufacturing in Teheran.
Von 1982 bis 1984 war er Geschäftsführer der Aliaf Nylon Yarn Manufacturing.
Von 1984 bis 1986 war er als Vorsitzender des Einkaufszentrums beim Handelsministerium in Teheran tätig.
1986 trat er in den auswärtigen Dienst.
Von 1986 bis 1989 leitete er die Abteilung für Wirtschaftsbeziehungen, Europa und Amerika des Außenministeriums (Teheran).
Von 1989 bis 1994 war Botschafter in Brüssel und er war bei der Europäischen Kommission und in Luxemburg akkreditiert.
Von 1994 bis 1995 leitete er die Abteilung Gemeinschaft Unabhängiger Staaten im Außenministerium in Teheran.
Von 1995 bis 1999 leitete er die Abteilung Amerika im Außenministerium in Teheran.
Von 1999 bis 2003 war er Botschafter in Rabat.
Von 2003 bis 2005 arbeitete er als leitender Diplomat und Berater des stellvertretenden Wirtschaftsministers im Außenministerium (Teheran);
Von 2005 bis 2007 war er Generaldirektor für besondere Angelegenheiten im Außenministerium (Teheran);
Vom 8. Januar 2008 bis 2010 war er Botschafter in Seoul tätig.
Von 2010 bis 2012 wurde er im Außenministerium in Teheran beschäftigt.
Seit 2011 ist er Referent für internationale Angelegenheiten der Teheraner Industrie- und Handelskammer.